# Мургула
Мургула (алб. Murgull) је насељено место у општини Подујево, Косово и Метохија, Република Србија. Атар насеља се налази на територији катастарске општине Мургула површине 3721 ha. По турском попису из 1455. године у селу је било 15 српских домова, међу којима и кућа српског попа. Године 1878, за време српско-турског рата, Срби из села су се иселили у Топлицу. До 15. века у селу је постојала црква ранијег српског живља. Насеље има албанску етничку већину.
| Демографија | Демографија | Демографија |
| Година      | Становника  | Становника  |
| ----------- | ----------- | ----------- |
| 1948.       | 410         |             |
| 1953.       | 399         |             |
| 1961.       | 442         |             |
| 1971.       | 512         |             |
| 1981.       | 489         |             |
| 1991.       | 435         |             |